# Championnat de France universitaire de natation
 (mars 2019).
 (juillet 2021).
Le Championnat de France universitaire de natation est organisé par la Fédération française du sport universitaire (FF Sport U). Cette compétition est accessible uniquement aux étudiants des universités et élèves des établissements d’enseignement supérieur. Les qualifiés de ce championnat peuvent accéder aux Universiades.

## Éditions
| Année | Ville            | Dates                     |
| ----- | ---------------- | ------------------------- |
| 2009  | Rouen            | 24 au 26 mars 2009        |
| 2010  | Dijon            | 7 au 9 mai 2010           |
| 2011  | Nice             | 30 mars au 1er avril 2011 |
| 2012  | Thiers           | 9 au 11 mai 2012          |
| 2013  | Troyes           | 15 au 17 mai 2013         |
| 2014  | Dijon            | 14 au 16 mai 2014         |
| 2015  | Grenoble         | 8 au 10 avril 2015        |
| 2016  | Montluçon        | 11 au 13 mai 2016         |
| 2017  | Dijon            |                           |
| 2018  | Sarcelles        |                           |
| 2019  | Vichy            |                           |
| 2022  | Clermont-Ferrand |                           |